# Magnuskirche (Worms)
L'Église protestante Magnuskirche à Worms sur le Rhin est la plus petite des églises du centre-ville. Elle se trouve au sud du Wormser Dom.

## Histoire
La première mention documentaire date de 1141, mais des fouilles montrent que l'église existait déjà vers le VIIIe siècle. De ce bâtiment carolingien datent trois fenêtres aujourd'hui transformées en niches et une partie du mur nord. L'église était probablement déjà dédiée à Saint Magne de Füssen (allemand : Magnus von Füssen).
Après plusieurs agrandissements de l'église aux Xe et XVe siècles, le bâtiment se présente aujourd'hui dans le style roman. Au Moyen Âge la Magnuskirche servait comme Église paroissiale pour l'Institution (stift) Saint-André (Andreasstift (de)) située à proximité.
La Magnuskirche est considérée comme la première église luthérienne dans le sud-ouest de l'Allemagne (Südwestdeutschland (de)). La prédication s'y tenait déjà à la manière de Martin Luther en 1520, donc bien avant la Diète de Worms de 1521.
Après la destruction complète de Worms en 1689 pendant la Guerre de la Ligue d'Augsbourg, l'église est reconstruite en 1756 en style baroque. Après la destruction du 21 février 1945 sous le bombardement des Alliés, la reconstruction de 1953 a été réalisée dans le style roman.

## Description du bâtiment
La Magnuskirche se présente aujourd'hui comme une basilique à trois nefs sans transept, avec un chœur rectangulaire et deux chœurs plus petits sur les côtés. La tour reconstruite est plus haute que l'originale et est surmontée d'une flèche remarquable.

## Source de la traduction
- (de) Cet article est partiellement ou en totalité issu de l’article de Wikipédia en allemand intitulé « Magnuskirche (Worms) » (voir la liste des auteurs).